# 巴列德耶里
巴列德耶里（西班牙語：Valle de Yerri）是西班牙纳瓦拉的一个市镇。总面积253平方公里，总人口1543人（2001年），人口密度6人/平方公里。